# 轿顶屋
轿顶屋位于中华人民共和国湖南省郴州市安仁县，是明末至民国初期安仁县政府机关所在地，1928年湘南起义期间朱德曾在此暂住办公并召开会议，后一度为县图书馆、博物馆所用。2013年，作为湘南起义旧址群的子项，轿顶屋以“轿顶屋会议旧址”的名义入选第七批全国重点文物保护单位。

## 历史
轿顶屋始建于明朝崇祯十五年（1642年），因屋顶形似官轿而得名，建立之初为当地县衙驻地，清朝成立后沿用之，至清朝末期改置“广盈库”。中华民国成立之初，县署设于轿顶屋内。民国16年（1927年）6月国民革命军北伐期间，北伐军第四军独立团在叶挺的领导下控制安仁，轿顶屋成为北伐指挥部之一，并在指挥与吴佩孚的作战中取胜。
民国17年（1928年）4月1日湘南起义期间，中共工农革命军第一师、第四师在朱德率领下占领安仁，轿顶屋的右厢房成为朱德居住、办公场所。翌日晚间，朱德在轿顶屋内召开会议，对中共安仁县委的组织机构、部队向井冈山的转移事宜与安仁农军的军事部署做出相关安排。4日晚，朱德再度在屋内召开军事会议，决定大部队在5日离开安仁，并安排联络人员赴资兴与陈毅会合，令安仁农军留驻本地为大部队断后。民国20年（1931年），轿顶屋被改建为安仁县立民众图书馆。
中华人民共和国成立后，安仁县人民政府在1982年将轿顶屋公布为县级文物保护单位，安仁县博物馆于1988年将轿顶屋辟为馆舍，并对轿顶屋进行重修。2001年，轿顶屋入选安仁县爱国主义教育示范基地，翌年5月入选第七批湖南省文物保护单位。2013年3月，作为湘南起义旧址群的子项，“轿顶屋会议旧址”入选第七批全国重点文物保护单位。

## 建筑
轿顶屋原为砖木结构硬山顶的四合院式建筑，重修后为砖混结构仿古建筑，占地面积812平方米，四周围以马头墙，正面建有拱门，出口建有凉台坪，左右两侧建有侧门。前后左右均有厢房，中间围成天井，房屋上下两层通高12米，每层高5米，其中二层周边建有木栏杆。建筑内依照轿顶屋会议相关历史布展，展现当时的会议室、朱德住室等场景。